# Paruline de Nelson
Geothlypis nelsoni
Espèce
Répartition géographique
Statut de conservation UICN

 LC  : Préoccupation mineure
La Paruline de Nelson (Geothlypis nelsoni) est une espèce de passereaux appartenant à la famille des Parulidae.

## Distribution
La Paruline de Nelson est endémique du Mexique.

## Systématique
Deux sous-espèces sont reconnues :
- G. n. nelsoni Richmond, 1900 ;
- G. n. karlenae R. T. Moore, 1946.

## Habitat
Cette paruline habite principalement les fruticées xérique et le chaparral dans les hautes terres entre 1 400 m et 3 100 m d'altitude.